# Svinhjort
Svinhjort (Axis porcinus) är en art i familjen hjortdjur. Den fick sitt namn efter det sätt på vilket den rör sig genom skogen. Svinhjorten går med nedåtriktat huvud istället för att hoppa över olika hinder som andra hjortdjur.

## Kännetecken
Svinhjorten liknar axishjorten men har kortare extremiteter. Pälsens prickar är glesare och otydligare. Hanar har mörkare kroppsfärg än honor. Djuret når en kroppslängd av 110 cm, en mankhöjd av 70 cm och en vikt av 50 kg. På så sätt är svinhjorten mindre än ett rådjur men betydligt tyngre och kraftigare.

## Utbredning
Artens utbredningsområde sträcker sig från östra Pakistan över norra Indien, Myanmar, Thailand, Laos och Kambodja till Vietnam. Habitatet utgörs av täta skogar men ofta iakttas svinhjortar på öppen mark nära skogskanten.
Svinhjorten infördes även i flera regioner där den ursprungligen inte hör hemma, så i södra USA, på Hawaii, i Australien (Victoria) och på Sri Lanka.

## Levnadssätt
Vanligtvis lever svinhjortar ensamma. Bara honor och ungdjur bildar ibland mindre grupper. Vid särskilt bra tillgång till föda uppstår ibland större grupper med individer av bägge kön utan att enskilda exemplar blir aggressiva. Det ändrar sig under parningstiden där hannar försöker få kontroll över en hona genom att strida mot konkurrenter.

## Underarter
Beroende på auktoritet skiljs mellan två och fem underarter. De första två är oomstridda, den tredje uppkom inte naturligt utan genom människans inverkan och den fjärde samt den femte betraktas oftast som särskilda arter.
- Underarten Axis porcinus porcinus förekommer från Pakistan till Laos och är inte hotad.
- Axis porcinus annamiticus lever i Kambodja och Vietnam. Efter nyaste uppgifter är denna underart i Vietnam nästan utrotad men IUCN listar den med data saknas (data deficient).
- Axis porcinus oryzus har sitt utbredningsområde på Sri Lanka. Denna underart kommer troligen att förlora sin status på grund av att den infördes av människan. Det är inte känt om införandet skedde under kolonialtiden eller tidigare. 1930 betraktades underarten som utdöd men under 1980-talet upptäcktes flera individer som hade överlevt.
- Den taxonomiska ställningen för Axis kuhlii och Axis calamianensis är omstridd. En del zoologer betraktar de som underarter till svinhjorten som uppkom med människans hjälp. Däremot anser de flesta biologer att dessa djur föreställer arter som under pleistocen blev isolerade på sina öar. De ska i alla fall vara nära släkt med svinhjorten eller en av dess förfäder.